# Локо-Гіллс (Нью-Мексико)
Локо-Гіллс (англ. Loco Hills) — переписна місцевість (CDP) в США, в окрузі Едді штату Нью-Мексико. Населення — 68 осіб (2020).

## Географія
Локо-Гіллс розташоване за координатами 32°49′11″ пн. ш. 103°58′42″ зх. д. / 32.81972° пн. ш. 103.97833° зх. д. (32.819669, -103.978353).  За даними Бюро перепису населення США в 2010 році переписна місцевість мала площу 2,22 км², уся площа — суходіл.

## Демографія
Згідно з переписом 2010 року, у переписній місцевості мешкало 126 осіб у 52 домогосподарствах у складі 30 родин. Густота населення становила 57 осіб/км².  Було 56 помешкань (25/км²).
Расовий склад населення:
| - 90,5 % — білих - 0,8 % — чорних або афроамериканців - 6,3 % — осіб інших рас |

До двох чи більше рас належало 2,4 %. Частка іспаномовних становила 18,3 % від усіх жителів.
За віковим діапазоном населення розподілялося таким чином: 23,8 % — особи молодші 18 років, 68,3 % — особи у віці 18—64 років, 7,9 % — особи у віці 65 років та старші. Медіана віку мешканця становила 38,0 року. На 100 осіб жіночої статі у переписній місцевості припадало 133,3 чоловіків;  на 100 жінок у віці від 18 років та старших — 134,1 чоловіків також старших 18 років.
Цивільне працевлаштоване населення становило 34 особи. Основні галузі зайнятості: сільське господарство, лісництво, риболовля — 100,0 %.